# 연구실

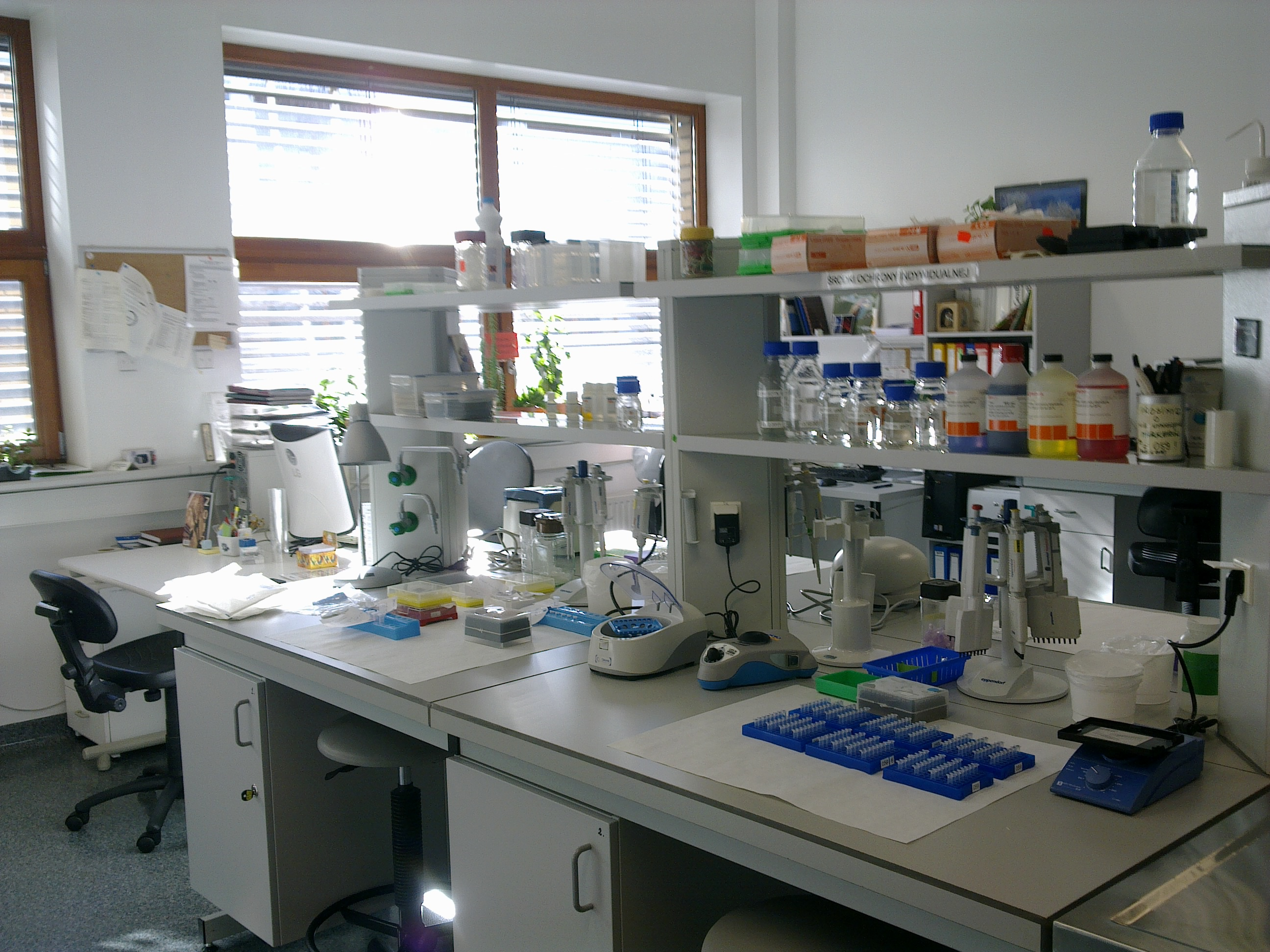
생물학 연구소.

연구실(硏究室)은 과학 연구 실험, 측정을 수행하기 위한 조건을 갖춘 시설이다. 영어 낱말 laboratory의 영향을 받아 간단히 랩(lab)이라고도 부른다. 또, 이러한 시설들이 모여있고 이를 전문으로 하는 기관을 연구소라고 부른다. 연구실의 서비스들은 다양한 환경에서 구성된다: 일반병원, 클리닉, 대형병원, 지역 및 국가위탁센터.

대학에서는 교수별로 연구실이 배정된다.

## 장비
연구실 장비는 연구실에서 일하는 과학자들이 사용하는 다양한 기구와 장비를 가리킨다:
화학 연구실
- 유리 기구 (비커나 시약병 등의 초자기구)
- HPLC, 분광광도기와 같은 분석 기구

분자생물학 연구실 + 생명과학 연구실
- 중합체 소모품
- 원심 분리기
- 셰이커와 믹서
- 피펫
- 피펫 팁
- 열순환기 (PCR)
- 광도계
- 냉장고와 냉동고
- ULT 냉동고
- CO2 인큐베이터
- 생물 안전 캐비넷
- 시약
- 시퀀싱 기구
- 화학 후드(Chemical hood)

## 같이 보기
- ISO/IEC 17025
- 연구소
- 연구